# 1102 (numero)
Millecentodue (1102) è il numero naturale dopo il 1101 e prima del 1103.

## Proprietà matematiche
- È un numero pari.
- È un numero sfenico.
- È un numero composto da 8 divisori: 1, 2, 19, 29, 38, 58, 551, 1102. Poiché la somma dei suoi divisori (escluso il numero stesso) è 698 < 1102, è un numero difettivo.
- È un numero congruente.
- È un numero intoccabile.
- È un numero intero privo di quadrati.
- È un numero odioso.
- È parte delle terne pitagoriche (480, 1102, 1202), (760, 798, 1102), (1102, 10440, 10498), (1102, 15960, 15998), (1102, 303600, 303602).

## Astronomia
- 1102 Pepita è un asteroide della fascia principale del sistema solare.
- NGC 1102 è una galassia nella costellazione dell'Eridano.
- IC 1102 è una galassia spirale nella costellazione della Vergine.

## Astronautica
- Cosmos 1102 è un satellite artificiale russo.